# ZoneAlarm
ZoneAlarm est un pare-feu personnel, édité initialement par Zone Labs, repris ensuite par Check Point, pour les environnements Microsoft Windows. Il est réputé pour être résistant face aux tentatives de fuites des chevaux de Troie.

## Les Différentes versions
La gamme de produit ZoneAlarm est déclinée en plusieurs versions dont certaines sont gratuites.

### Les versions gratuites
- ZoneAlarm Free Firewall comprend uniquement le pare-feu élémentaire qui filtre le trafic entrant et sortant et permet de rester invisible sur un réseau[1].

### Les versions payantes
- ZoneAlarm Antivirus qui comporte les fonctions de pare-feu, une protection contre les virus ainsi que le système "OS Firewall" qui surveille les activités suspectes des logiciels présents sur l'ordinateur[2].
- ZoneAlarm Pro Firewall qui possède les mêmes fonctionnalités que ZoneAlarm Antivirus mais voit sa protection contre les virus remplacée par une protection anti-spywares[3].
- ZoneAlarm Internet Security suite dispose de toutes les fonctions citées plus haut mais incrémentées de la protection contre le spam et du contrôle parental[4].
- ZoneAlarm Extreme Security qui est la version la plus haut de gamme. Elle comporte toutes les fonctionnalités des autres produits plus la possibilité de sauvegarder des données en ligne ainsi qu'un utilitaire de nettoyage du registre et des fichiers temporaires. Cette version inclut Zone Alarm ForceField[5].
- ZoneAlarm ForceField qui permet une navigation internet sûre en protégeant l'utilisateur des exploitations du navigateur ainsi que de différents risques liés au vol d'identité[6].